# Schlaubetal (Naturschutzgebiet)
Das Naturschutzgebiet Schlaubetal liegt auf dem Gebiet des Landkreises Oder-Spree in Brandenburg.
Das Gebiet mit der Kenn-Nummer 1229 wurde mit Verordnung vom 10. April 2002 unter Naturschutz gestellt. Das rund 1504 ha große Naturschutzgebiet, in dem der Kleine Treppelsee und der 36,5 ha große Wirchensee liegen, erstreckt sich westlich von Kieselwitz, einem Ortsteil der Gemeinde Schlaubetal, entlang der Schlaube. Durch das Gebiet hindurch verlaufen die B 246 und die Landesstraße L 43, südöstlich verläuft die L 452. Am nordöstlichen Rand erstreckt sich der 71 ha große Große Treppelsee.